# Phloeodes diabolicus
Phloeodes diabolicus är en skalbaggsart som först beskrevs av Leconte 1851.  Phloeodes diabolicus ingår i släktet Phloeodes och familjen barkbaggar. Inga underarter finns listade i Catalogue of Life.

## Bildgalleri

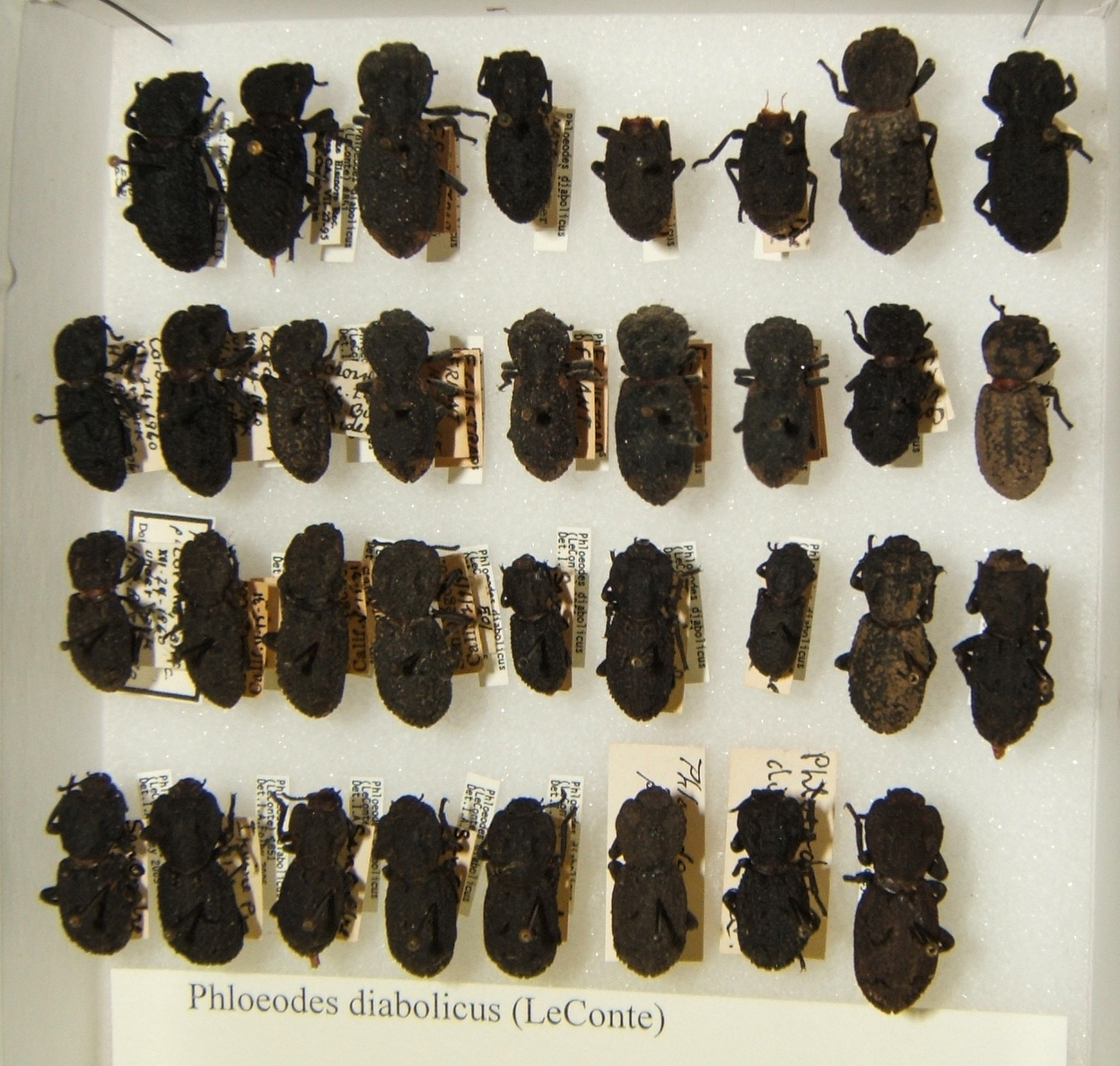